# Eishockey-Weltmeisterschaft der U20-Junioren 1999
Die 23. Eishockey-Weltmeisterschaften der U20-Junioren der Internationalen Eishockey-Föderation IIHF waren die Eishockey-Weltmeisterschaften des Jahres 1999 in der Altersklasse der Unter-Zwanzigjährigen (U20). Insgesamt nahmen zwischen dem 26. Dezember 1998 und 5. Januar 1999 35 Nationalmannschaften an den vier Turnieren der A- bis D-Gruppe der Weltmeisterschaft teil.
Der Weltmeister wurde zum ersten Mal die Mannschaft Russlands, die im Finale Kanada knapp mit 3:2 in der Verlängerung bezwingen konnte. Mit den zehn Titeln, die die UdSSR zuvor gesammelt hatte, war es der elfte Titel für die Russen, die damit mit Rekord-Weltmeister Kanada gleichzogen. Die deutsche Mannschaft verpasste nach dem Abstieg im letzten Jahr durch den vierten Platz in der B-Weltmeisterschaft den direkten Wiederaufstieg. Die Schweiz verhinderte durch neunten Platz in der A-Gruppe den Abstieg in die B-Gruppe, Österreich belegte in der C-Gruppe den vierten Rang.
Erstmals wurde im Jahr 1999 auch eine Weltmeisterschaft in der Altersklasse der Unter-Achtzehnjährigen (U18) ausgetragen.

## Teilnehmer, Austragungsorte und -zeiträume
- A-Weltmeisterschaft: 26. Dezember 1998 bis 5. Januar 1999 in Winnipeg, Brandon, Selkirk, Portage la Prairie, Morden und Teulon, Manitoba, Kanada
Teilnehmer:  Belarus (Aufsteiger),  Finnland (Titelverteidiger),  Kanada,  Kasachstan,  Russland,  Schweden,  Schweiz,  Slowakei,  Tschechien,  USA

- B-Weltmeisterschaft: 27. Dezember 1998 bis 3. Januar 1999 in Székesfehérvár und Dunaújváros, Ungarn
Teilnehmer:  Dänemark (Aufsteiger),  Deutschland (Absteiger),  Frankreich,  Lettland,  Norwegen,  Polen,  Ukraine,  Ungarn

- C-Weltmeisterschaft: 30. Dezember 1998 bis 3. Januar 1999 in Elektrėnai und Kaunas, Litauen
Teilnehmer:  Estland,  Großbritannien,  Italien,  Japan (Absteiger),  Kroatien,  Litauen (Aufsteiger),  Österreich,  Slowenien

- D-Weltmeisterschaft: 29. Dezember 1998 bis 4. Januar 1999 in Novi Sad, BR Jugoslawien
Teilnehmer:  Bulgarien,  Island (Neuling),  BR Jugoslawien,  Mexiko,  Niederlande,  Rumänien (Absteiger),  Spanien,  Südafrika,  Türkei

## A-Weltmeisterschaft
Die U20-Weltmeisterschaft wurde vom 26. Dezember 1998 bis zum 5. Januar 1999 in sechs Städten der kanadischen Provinz Manitoba ausgetragen. Gespielt wurde hauptsächlich in der Provinzhauptstadt Winnipeg mit der 13.767 Zuschauer fassenden Winnipeg Arena. Die weiteren Spielorte waren Brandon, Selkirk, Portage la Prairie, Morden und Teulon.
Am Turnier nahmen zehn Nationalmannschaften teil, die in zwei Gruppen zu je fünf Teams spielten. Den Weltmeistertitel sicherte sich Russland, das im Finale knapp mit 3:2 in der Overtime gegen Gastgeber Kanada gewann.
| Gruppe A   | Gruppe B   |
| Finnland   | Russland   |
| Tschechien | Schweiz    |
| USA        | Schweden   |
| Kanada     | Kasachstan |
| Slowakei   | Belarus    |

### Modus
Nach den Gruppenspielen der Vorrunde qualifizieren sich die beiden Gruppenersten direkt für das Halbfinale. Die Gruppenzweiten und -dritten bestreiten je ein Qualifikationsspiel zur Halbfinalteilnahme. Die Vierten und Fünften der Gruppenspiele bestreiten – bei Mitnahme des Ergebnisses der direkten Begegnung aus der Vorrunde – die Abstiegsrunde und ermitteln dabei einen Absteiger in die B-Gruppe der Weltmeisterschaft.

### Austragungsorte
Das Turnier wurde im Süden der kanadischen Provinz Manitoba an insgesamt sechs Spielorten ausgetragen. Neben dem Hauptspielort Winnipeg mit der 13.767 Zuschauer fassenden Winnipeg Arena, wo der Großteil der 31 Turnierspiele – nämlich 14 – ausgetragen wurden, dienten Brandon (7 Spiele), Selkirk (4), Portage la Prairie (3), Morden (2) und Teulon (1) als weitere Spielorte. Insgesamt sahen 173.453 Zuschauer die Spiele des Turniers in den sechs Spielstätten. Damit wurde ein neuer Zuschauerrekord für U20-Junioren-Weltmeisterschaften aufgestellt.
| Winnipeg |

| Brandon |

| Selkirk |

| Portage la Prairie |

| Morden |

| Teulon |

| Winnipeg |

| Brandon |

| Selkirk |

| Portage la Prairie |

| Morden |

| Teulon |

### Vorrunde

#### Gruppe A
| 26. Dezember 1998 | Slowakei | 3:2 (2:1, 1:0, 0:1) | Tschechien | KeyStone Centre, Brandon Zuschauer: 2.496 |

| 26. Dezember 1998 | USA | 3:6 (1:2, 2:2, 0:2) | Finnland | Winnipeg Arena, Winnipeg Zuschauer: 7.592 |

| 27. Dezember 1998 | Kanada | 0:0 (0:0, 0:0, 0:0) | Slowakei | KeyStone Centre, Brandon Zuschauer: 5.484 |

| 28. Dezember 1998 | Tschechien | 6:3 (2:2, 2:1, 2:0) | USA | KeyStone Centre, Brandon Zuschauer: 3.258 |

| 28. Dezember 1998 | Finnland | 4:6 (0:3, 3:1, 1:2) | Kanada | Winnipeg Arena, Winnipeg Zuschauer: 13.225 |

| 29. Dezember 1998 | Finnland | 3:4 (1:2, 1:1, 1:1) | Slowakei | Winnipeg Arena, Winnipeg |

| 30. Dezember 1998 | Tschechien | 0:2 (0:1, 0:0, 0:1) | Kanada | Winnipeg Arena, Winnipeg Zuschauer: 13.225 |

| 30. Dezember 1998 | Slowakei | 3:2 (0:0, 1:1, 2:1) | USA | Selkirk Recreation Complex, Selkirk Zuschauer: 2.021 |

| 31. Dezember 1998 | Kanada | 2:5 (0:1, 2:3, 0:1) | USA | Winnipeg Arena, Winnipeg Zuschauer: 13.225 |

| 31. Dezember 1998 | Finnland | 4:3 (2:1, 1:0, 1:2) | Tschechien | Selkirk Recreation Complex, Selkirk Zuschauer: 2.047 |

| Pl. |            | Sp | S | U | N | Tore  | Punkte |
| 1.  | Slowakei   | 4  | 3 | 1 | 0 | 10:07 | 7      |
| 2.  | Kanada     | 4  | 2 | 1 | 1 | 10:09 | 5      |
| 3.  | Finnland   | 4  | 2 | 0 | 2 | 13:12 | 4      |
| 4.  | Tschechien | 4  | 1 | 0 | 3 | 15:16 | 2      |
| 5.  | USA        | 4  | 1 | 0 | 3 | 13:16 | 2      |

Abkürzungen: Pl. = Platz, Sp = Spiele, S = Siege, U = Unentschieden, N = Niederlagen

Erläuterungen: Halbfinalqualifikant, Viertelfinalqualifikant, Abstiegsrundenqualifikant

#### Gruppe B
| 26. Dezember 1998 | Schweden | 4:2 (2:0, 0:1, 2:1) | Russland | Winnipeg Arena, Winnipeg Zuschauer: 7.609 |

| 26. Dezember 1998 | Schweiz | 4:3 (0:2, 2:0, 2:1) | Belarus | Selkirk Recreation Complex, Selkirk Zuschauer: 1.571 |

| 27. Dezember 1998 | Kasachstan | 2:2 (1:0, 0:0, 1:2) | Belarus | Portage Centennial Arena, Portage la Prairie Zuschauer: 1.350 |

| 28. Dezember 1998 | Schweiz | 1:5 (0:2, 1:0, 0:3) | Schweden | Winnipeg Arena, Winnipeg Zuschauer: 6.191 |

| 28. Dezember 1998 | Russland | 7:0 (0:0, 4:0, 3:0) | Kasachstan | Portage Centennial Arena, Portage la Prairie Zuschauer: 1.295 |

| 29. Dezember 1998 | Russland | 10:0 (3:0, 1:0, 6:0) | Belarus | KeyStone Centre, Brandon |

| 30. Dezember 1998 | Kasachstan | 3:0 (1:0, 1:0, 1:0) | Schweiz | KeyStone Centre, Brandon Zuschauer: 1.971 |

| 30. Dezember 1998 | Schweden | 5:4 (2:0, 2:1, 1:3) | Belarus | Morden Recreation Centre, Morden Zuschauer: 1.200 |

| 31. Dezember 1998 | Russland | 6:0 (0:0, 4:0, 2:0) | Schweiz | KeyStone Centre, Brandon Zuschauer: 2.240 |

| 31. Dezember 1998 | Kasachstan | 4:11 (1:4, 0:4, 3:3) | Schweden | Teulon-Rockwood Arena, Teulon Zuschauer: 1.072 |

| Pl. |            | Sp | S | U | N | Tore  | Punkte |
| 1.  | Schweden   | 4  | 4 | 0 | 0 | 25:11 | 8      |
| 2.  | Russland   | 4  | 3 | 0 | 1 | 25:04 | 6      |
| 3.  | Kasachstan | 4  | 1 | 1 | 2 | 07:20 | 3      |
| 4.  | Schweiz    | 4  | 1 | 0 | 3 | 05:17 | 2      |
| 5.  | Belarus    | 4  | 0 | 1 | 3 | 09:21 | 1      |

Abkürzungen: Pl. = Platz, Sp = Spiele, S = Siege, U = Unentschieden, N = Niederlagen

Erläuterungen: Halbfinalqualifikant, Viertelfinalqualifikant, Abstiegsrundenqualifikant

### Abstiegsrunde
| 3. Januar 1999 | Tschechien | 10:2 (4:0, 3:2, 3:0) | Belarus | Winnipeg Arena, Winnipeg |

| 3. Januar 1999 | Schweiz | 4:5 (4:2, 0:2, 0:1) | USA | Portage Centennial Arena, Portage la Prairie |

| 4. Januar 1999 | USA | 7:2 (2:1, 3:1, 2:0) | Belarus | Morden Recreation Centre, Morden |

| 4. Januar 1999 | Tschechien | 5:4 (3:2, 1:2, 1:0) | Schweiz | Selkirk Recreation Complex, Selkirk |

| Pl. |            | Sp | S | U | N | Tore  | Punkte |
| 1.  | Tschechien | 3  | 3 | 0 | 0 | 21:09 | 6      |
| 2.  | USA        | 3  | 2 | 0 | 1 | 15:12 | 4      |
| 3.  | Schweiz    | 3  | 1 | 0 | 2 | 12:13 | 2      |
| 4.  | Belarus    | 3  | 0 | 0 | 3 | 07:21 | 0      |

Anmerkung: Die Vorrundenspiele  Schweiz –  Belarus (4:3) und  Tschechien –  USA (6:3) sind in die Tabelle eingerechnet.

Abkürzungen: Pl. = Platz, Sp = Spiele, S = Siege, U = Unentschieden, N = Niederlagen

Erläuterungen: Absteiger in die B-Gruppe

### Finalrunde
|  | Viertelfinale    | Viertelfinale | Viertelfinale |    |          | Halbfinale | Halbfinale | Halbfinale |    |          | Finale           | Finale           | Finale           |
|  |                  |               |               |    |          |            |            |            |    |          |                  |                  |                  |
|  |                  |               |               |    |          | A2         | Kanada     | 6          |    |          |                  |                  |                  |
|  | A2               | Kanada        | 12            |    |          | B1         | Schweden   | 1          |    |          |                  |                  |                  |
|  | B3               | Kasachstan    | 2             |    |          |            |            |            |    | A2       | Kanada           | 2                |                  |
|  |                  |               |               |    | B2       | Russland   | 3          |            |    |          |                  |                  |                  |
|  |                  |               |               | A1 | Slowakei | 2          |            |            |    |          |                  |                  |                  |
|  | B2               | Russland      | 2             |    |          | B2         | Russland   | 3          |    |          | Spiel um Platz 3 | Spiel um Platz 3 | Spiel um Platz 3 |
|  | A3               | Finnland      | 1             |    |          |            |            |            | A1 | Slowakei | 5                |                  |                  |
|  |                  |               |               | B1 | Schweden | 4          |            |            |    |          |                  |                  |                  |
|  |                  |               |               |    |          |            |            |            |    |          |                  |                  |                  |
|  | Spiel um Platz 5 |               |               |    |          |            |            |            |    |          |                  |                  |                  |
|  | A3               | Finnland      | 6             |    |          |            |            |            |    |          |                  |                  |                  |
|  | B3               | Kasachstan    | 1             |    |          |            |            |            |    |          |                  |                  |                  |

#### Viertelfinale
| 2. Januar 1999 | Russland | 2:1 n. V. (1:0, 0:2, 1:0, 1:0) | Finnland | Winnipeg Arena, Winnipeg Zuschauer: 6.960 |

| 2. Januar 1999 | Kanada | 12:2 (3:0, 5:0, 4:2) | Kasachstan | Winnipeg Arena, Winnipeg Zuschauer: 13.225 |

#### Spiel um Platz 5
| 5. Januar 1999 | Finnland O. Väänänen (2:06) M. Kauppinen (14:50) E.Somervuori (23:33) M. Mannikkö (31:59) E. Somervuori (40:35) T. Koskela (58:39) | 6:1 (2:1, 2:0, 2:0) | Kasachstan N. Antropow (3:15) | KeyStone Centre, Brandon |

#### Halbfinale
| 4. Januar 1999 | Kanada K. McDonell (15:01) S.Gagné (23:18) D. Tkaczuk (35:41) B. Leeb (41:22) B. Ference (43:48) K. Calder (48:35) | 6:1 (1:1, 2:0, 3:0) | Schweden M. Karlin (11:31) | Winnipeg Arena, Winnipeg Zuschauer: 13.225 |

| 4. Januar 1999 | Slowakei M. Cibák (31:29) M. Hudec (32:03) | 2:3 (0:2, 2:1, 0:0) | Russland M. Balmotschnych (1:29) J. Dobryschkin (15:04) S. Werenikin (23:22) | Winnipeg Arena, Winnipeg Zuschauer: 11.005 |

#### Spiel um Platz 3
| 5. Januar 1999 | Slowakei P. Sejna (15:19) L. Nagy (16:20) L. Nagy (36:24) M. Bartek (45:02) L. Nagy (55:03) | 5:4 (2:0, 1:3, 2:1) | Schweden D. Sedin (21:00) D. Sedin (25:01) C. Berglund (34:52) N. Persson (59:39) | Winnipeg Arena, Winnipeg |

#### Finale
| 5. Januar 1999 | Kanada S. Gagné (29:59) B. Allen (53:52) | 2:3 n. V. (0:1, 1:1, 1:0, 0:1) | Russland A. Tschubarow (19:07) M. Balmotschnych (34:23) A. Tschubarow (65:13) | Winnipeg Arena, Winnipeg Zuschauer: 13.225 |

### Statistik

#### Beste Scorer
Abkürzungen: Sp = Spiele, T = Tore, V = Assists, Pkt = Punkte, +/− = Plus/Minus, SM = Strafminuten; Fett: Turnierbestwert
| Spieler            | Mannschaft | Sp | T | V | Pkt | +/− | SM |
| ------------------ | ---------- | -- | - | - | --- | --- | -- |
| Brian Gionta       | USA        | 6  | 6 | 5 | 11  | −1  | 6  |
| Daniel Tkaczuk     | Kanada     | 7  | 6 | 4 | 10  | +1  | 10 |
| Daniel Sedin       | Schweden   | 6  | 5 | 5 | 10  | +6  | 2  |
| Scott Gomez        | USA        | 6  | 3 | 7 | 10  | +2  | 4  |
| Henrik Sedin       | Schweden   | 6  | 3 | 6 | 9   | +7  | 10 |
| Tomáš Divíšek      | Tschechien | 6  | 2 | 7 | 9   | +2  | 6  |
| Simon Gagné        | Kanada     | 7  | 7 | 1 | 8   | +9  | 2  |
| Eero Somervuori    | Finnland   | 6  | 4 | 4 | 8   | ±0  | 2  |
| Christian Berglund | Schweden   | 6  | 4 | 4 | 8   | +5  | 33 |
| Nikolai Antropow   | Kasachstan | 6  | 3 | 5 | 8   |     | 14 |
| Niklas Hagman      | Finnland   | 6  | 3 | 5 | 8   | +3  | 2  |

#### Beste Torhüter
Abkürzungen: GP = Spiele, TOI = Eiszeit (in Minuten), SOG = Schüsse aufs Tor,  GA = Gegentore, SO = Shutouts, Sv = gehaltene Schüsse, Sv% = gehaltene Schüsse (in %), Fangquote, GAA = Gegentorschnitt, PIM = Strafminuten; Fett: Turnierbestwert
| Spieler           | Mannschaft | GP | TOI    | SOG | GA | GAA  | Sv  | Sv%   | SO |
| ----------------- | ---------- | -- | ------ | --- | -- | ---- | --- | ----- | -- |
| Alexei Wolkow     | Russland   | 7  | 407:27 | 155 | 10 | 1,47 | 145 | 93,55 | 0  |
| Roberto Luongo    | Kanada     | 7  | 405:13 | 224 | 13 | 1,92 | 211 | 94,20 | 2  |
| Mika Lehto        | Finnland   | 4  | 206:52 | 119 | 8  | 2,32 | 111 | 93,28 | 0  |
| Ján Lašák         | Slowakei   | 6  | 359:48 | 192 | 14 | 2,33 | 178 | 92,71 | 1  |
| Vlastimil Lakosil | Tschechien | 6  | 358:55 | 195 | 18 | 3,01 | 177 | 90,77 | 0  |

### Abschlussplatzierungen
| Pl. | Team       |
| --- | ---------- |
| 1   | Russland   |
| 2   | Kanada     |
| 3   | Slowakei   |
| 4   | Schweden   |
| 5   | Finnland   |
| 6   | Kasachstan |
| 7   | Tschechien |
| 8   | USA        |
| 9   | Schweiz    |
| 10  | Belarus    |

### Titel, Auf- und Abstieg
| Weltmeister Russland | Maxim Afinogenow, Denis Archipow, Maxim Balmotschnych, Juri Dobryschkin, Michail Donika, Juri Gerassimow, Konstantin Gussew, Dmitri Kirilenko, Dmitri Kokorew, Roman Ljaschenko, Artjom Marjams, Maxim Maslennikow, Andrei Nikitenko, Alexander Rjasanzew, Kirill Safronow, Denis Schwidki, Alexander Sewachin, Petr Stschastliwy, Artjom Tschubarow, Sergei Werenikin, Witali Wischnewski, Alexei Wolkow Trainerstab: Gennadi Zygurow, Walentin Gurejew |

| Silber Kanada | Bryan Allen, Blair Betts, Tyler Bouck, Kyle Calder, Brian Campbell, Jason Chimera, Harold Druken, Rico Fata, Andrew Ference, Brad Ference, Brian Finley, Simon Gagné, Brad Leeb, Roberto Luongo, Adam Mair, Kent McDonell, Brenden Morrow, Chris Nielsen, Matt Pettinger, Robyn Regehr, Brad Stuart, Daniel Tkaczuk, Mike Van Ryn, Jason Ward Trainer: Tom Renney |

| Bronze Slowakei | Martin Bartek, Zoltán Bátovský, Martin Čakajík, Martin Cibák, Marián Gáborík, Ladislav Harabin, Michal Hudec, Martin Hujsa, Michal Košík, Karol Križan, Ján Lašák, Roman Macoszek, Branislav Mezei, Tomáš Nádašdi, Ladislav Nagy, Vladimír Nemec, Ľubomír Pištek, Peter Podhradský, Marek Priechodský, Peter Sejna, Juraj Slovák, Peter Smrek, Miroslav Zálešák Trainer: Ján Filc |

| Absteiger in die B-Gruppe:  | Belarus |
| Aufsteiger in die A-Gruppe: | Ukraine |

### Auszeichnungen
Spielertrophäen
| Auszeichnung       | Spieler            | Team     |
| ------------------ | ------------------ | -------- |
| Bester Torhüter    | Roberto Luongo     | Kanada   |
| Bester Verteidiger | Witali Wischnewski | Russland |
| Bester Stürmer     | Maxim Afinogenow   | Russland |

All-Star-Team
| Angriff:      | Maxim Balmotschnych – Daniel Tkaczuk – Brian Gionta |
| Verteidigung: | Brian Campbell – Witali Wischnewski                 |
| Tor:          | Roberto Luongo                                      |

## B-Weltmeisterschaft
Das Turnier der B-Gruppe der Weltmeisterschaft wurde in Ungarn an zwei Spielorten ausgetragen – in Székesfehérvár und Dunaújváros. Am Turnierende wurde die ukrainische U20-Nationalauswahl Turniersieger und stieg damit in die A-Gruppe auf, während die gastgebenden Ungarn in die C-Gruppe abstiegen.

### Austragungsorte
| Székesfehérvár                           | Dunaújváros                              |
| ---------------------------------------- | ---------------------------------------- |
| Eishalle Székesfehérvár Kapazität: 3.500 | Dunaújvárosi Jégcsarnok Kapazität: 3.500 |

### Vorrunde
| Teams          | DAN | LAT | GER | HUN | Tore | Pkt. |
| -------------- | --- | --- | --- | --- | ---- | ---- |
| 1. Dänemark    |     | 4:3 | 2:1 | 2:3 | 8:7  | 4:2  |
| 2. Lettland    | 3:4 |     | 3:1 | 2:0 | 8:5  | 4:2  |
| 3. Deutschland | 1:2 | 1:3 |     | 8:0 | 10:5 | 2:4  |
| 4. Ungarn      | 3:2 | 0:2 | 0:8 |     | 3:12 | 2:4  |

| Teams         | UKR | POL | NOR | FRA | Tore  | Pkt. |
| ------------- | --- | --- | --- | --- | ----- | ---- |
| 1. Ukraine    |     | 3:3 | 5:3 | 7:3 | 15:9  | 5:1  |
| 2. Polen      | 3:3 |     | 5:2 | 3:5 | 11:10 | 3:3  |
| 3. Norwegen   | 3:5 | 2:5 |     | 7:3 | 12:13 | 2:4  |
| 4. Frankreich | 3:7 | 5:3 | 3:7 |     | 11:17 | 2:4  |

### Abstiegsrunde
gegen den Abstieg (Best of Three)
| 1. Januar 1999 | Dunaújváros | Ungarn | – | Frankreich | 1:3 (0:2,1:1,0:0) |
|                |             |        |   |            |                   |
| 2. Januar 1999 | Dunaújváros | Ungarn | – | Frankreich | 1:9 (0:1,1:4,0:4) |

### Finalrunde
um die Plätze 1–6
| Teams          | UKR   | POL   | DAN   | GER   | LAT   | NOR   | Tore  | Pkt. |
| -------------- | ----- | ----- | ----- | ----- | ----- | ----- | ----- | ---- |
| 1. Ukraine     |       | (3:3) | 7:3   | 5:1   | 6:1   | (5:3) | 26:11 | 9:1  |
| 2. Polen       | (3:3) |       | 2:2   | 3:2   | 4:2   | (5:2) | 17:11 | 8:2  |
| 3. Dänemark    | 3:7   | 2:2   |       | (2:1) | (4:3) | 5:2   | 16:15 | 7:3  |
| 4. Deutschland | 1:5   | 2:3   | (1:2) |       | (1:3) | 6:1   | 11:13 | 2:8  |
| 5. Lettland    | 1:6   | 2:4   | (3:4) | (3:1) |       | 1:2   | 10:17 | 2:8  |
| 6. Norwegen    | (3:5) | (2:5) | 2:5   | 1:6   | 2:1   |       | 10:22 | 2:8  |

### Abschlussplatzierungen
| RF | Team        |
| -- | ----------- |
| 1  | Ukraine     |
| 2  | Polen       |
| 3  | Dänemark    |
| 4  | Deutschland |
| 5  | Lettland    |
| 6  | Norwegen    |
| 7  | Frankreich  |
| 8  | Ungarn      |

### Auf- und Abstieg
| Junioren B-Weltmeister 1999: | Ukraine |
| Aufsteiger in die A-Gruppe:  | Ukraine |
| Absteiger aus der A-Gruppe:  | Belarus |
| Absteiger in die C-Gruppe:   | Ungarn  |
| Aufsteiger aus der C-Gruppe: | Italien |

## C-Weltmeisterschaft
Die C-Weltmeisterschaft der U20-Junioren wurde in Litauen an zwei Spielorten ausgespielt: Elektrėnai und Kaunas. Das Turnier gewann die italienische U20-Nationalmannschaft, die damit in die B-Gruppe der Weltmeisterschaft aufstieg. Die kroatische Auswahl belegte den letzten Platz und musste den Abstieg in die D-Gruppe hinnehmen.

### Austragungsorte
| Elektrėnai                  | Kaunas                     |
| --------------------------- | -------------------------- |
| Ledo Rumai Kapazität: 2.000 | Ledos Arena Kapazität: 300 |

### Vorrunde
| Teams         | JPN | AUT | LTU | CRO | Tore  | Pkt. |
| ------------- | --- | --- | --- | --- | ----- | ---- |
| 1. Japan      |     | 7:1 | 4:1 | 5:2 | 16:4  | 6:0  |
| 2. Österreich | 1:7 |     | 5:2 | 9:2 | 15:11 | 4:2  |
| 3. Litauen    | 1:4 | 2:5 |     | 5:5 | 8:14  | 1:5  |
| 4. Kroatien   | 2:5 | 2:9 | 5:5 |     | 9:19  | 1:5  |

| Teams             | ITA | SLO | EST | GBR | Tore | Pkt. |
| ----------------- | --- | --- | --- | --- | ---- | ---- |
| 1. Italien        |     | 4:2 | 0:2 | 5:2 | 9:6  | 4:2  |
| 2. Slowenien      | 2:4 |     | 5:4 | 6:1 | 13:9 | 4:2  |
| 3. Estland        | 2:0 | 4:5 |     | 3:3 | 9:8  | 3:3  |
| 4. Großbritannien | 2:5 | 1:6 | 3:3 |     | 6:14 | 1:5  |

### Finale und Platzierungsspiele
| Abstiegsspiel um Platz 7 |        |                |   |            |                             |
| 3. Januar 1999           | Kaunas | Großbritannien | – | Kroatien   | 3:1 (1:0,1:1,1:0)           |
|                          |        |                |   |            |                             |
| Spiel um Platz 5         |        |                |   |            |                             |
| 3. Januar 1999           | Kaunas | Litauen        | – | Estland    | 3:4 n. V. (2:2,1:1,0:0,0:1) |
|                          |        |                |   |            |                             |
| Spiel um Platz 3         |        |                |   |            |                             |
| 3. Januar 1999           | Kaunas | Slowenien      | – | Österreich | 6:2 (3:1,3:0,0:1)           |
|                          |        |                |   |            |                             |
| Finale                   |        |                |   |            |                             |
| 3. Januar 1999           | Kaunas | Italien        | – | Japan      | 1:0 (0:0,1:0,0:0)           |

### Abschlussplatzierungen
| RF | Team           |
| -- | -------------- |
| 1  | Italien        |
| 2  | Japan          |
| 3  | Slowenien      |
| 4  | Österreich     |
| 5  | Estland        |
| 6  | Litauen        |
| 7  | Großbritannien |
| 8  | Kroatien       |

### Auf- und Abstieg
| Junioren C-Weltmeister 1999: | Italien        |
| Aufsteiger in die B-Gruppe:  | Italien        |
| Absteiger aus der B-Gruppe:  | Ungarn         |
| Absteiger in die D-Gruppe:   | Kroatien       |
| Aufsteiger in die C-Gruppe:  | BR Jugoslawien |

## D-Weltmeisterschaft
in Novi Sad, Jugoslawien

### Vorrunde
| Teams        | ROM  | RSA  | BUL  | Tore | Pkt. |
| ------------ | ---- | ---- | ---- | ---- | ---- |
| 1. Rumänien  |      | 5:0  | 25:0 | 30:0 | 4:0  |
| 2. Südafrika | 0:5  |      | 10:4 | 10:9 | 2:2  |
| 3. Bulgarien | 0:25 | 4:10 |      | 4:35 | 0:4  |

| Teams          | NED  | MEX  | TUR  | Tore | Pkt. |
| -------------- | ---- | ---- | ---- | ---- | ---- |
| 1. Niederlande |      | 7:3  | 37:0 | 44:3 | 4:0  |
| 2. Mexiko      | 3:7  |      | 28:1 | 31:8 | 2:2  |
| 3. Türkei      | 0:37 | 1:28 |      | 1:65 | 0:4  |

| Teams             | YUG  | ESP | ISL  | Tore | Pkt. |
| ----------------- | ---- | --- | ---- | ---- | ---- |
| 1. BR Jugoslawien |      | 6:1 | 15:1 | 21:2 | 4:0  |
| 2. Spanien        | 1:6  |     | 5:5  | 6:11 | 1:3  |
| 3. Island         | 1:15 | 5:5 |      | 6:20 | 1:3  |

### Final- und Platzierungsrunden
| Teams        | BUL  | ISL  | TUR  | Tore | Pkt. |
| ------------ | ---- | ---- | ---- | ---- | ---- |
| 1. Bulgarien |      | 9:2  | 12:0 | 21:2 | 4:0  |
| 2. Island    | 2:9  |      | 16:0 | 18:9 | 2:2  |
| 3. Türkei    | 0:12 | 0:16 |      | 0:28 | 0:4  |

| Teams        | ESP | MEX | RSA | Tore | Pkt. |
| ------------ | --- | --- | --- | ---- | ---- |
| 1. Spanien   |     | 4:2 | 6:2 | 10:4 | 4:0  |
| 2. Mexiko    | 2:4 |     | 7:1 | 9:5  | 2:2  |
| 3. Südafrika | 2:6 | 1:7 |     | 3:13 | 0:4  |

| Teams             | YUG | NED | ROM | Tore | Pkt. |
| ----------------- | --- | --- | --- | ---- | ---- |
| 1. BR Jugoslawien |     | 4:1 | 5:1 | 9:2  | 4:0  |
| 2. Niederlande    | 1:4 |     | 6:2 | 7:6  | 2:2  |
| 3. Rumänien       | 1:5 | 2:6 |     | 3:11 | 0:4  |

### Abschlussplatzierungen
| RF | Team           |
| -- | -------------- |
| 1  | BR Jugoslawien |
| 2  | Niederlande    |
| 3  | Rumänien       |
| 4  | Spanien        |
| 5  | Mexiko         |
| 6  | Südafrika      |
| 7  | Bulgarien      |
| 8  | Island         |
| 9  | Türkei         |

### Auf- und Abstieg
| Junioren D-Weltmeister 1999: | BR Jugoslawien |
| Aufsteiger in die C-Gruppe:  | BR Jugoslawien |
| Absteiger aus der C-Gruppe:  | Kroatien       |